# Xarxa Local de Consum de la Diputació de Barcelona
La Xarxa de Consum Local de la Diputació de Barcelona és una iniciativa que busca ajudar els ajuntaments a protegir, defensar, inspeccionar i informar a les persones consumidores. La xarxa inclou 301 municipis de la demarcació de Barcelona (més 8 consells comarcals, 2 mancomunitats de municipis i 1 entitat municipal descentralitzada) i està formada per serveis municipals voluntaris que es dediquen a la protecció i defensa de les persones en el consum i que treballen de manera coordinada per fomentar la cohesió entre les polítiques i programes locals de protecció i defensa de les persones usuàries. La Xarxa Local de Consum també garanteix la connexió telemàtica i la creació d'un web específic on es pugui compartir informació i assessorament, alhora que es consoliden i milloren els serveis ja existents.
Per guanyar en eficàcia en la defensa dels drets de les persones consumidores i usuàries, la Diputació de Barcelona va signar un conveni amb l'Agència Catalana del Consum. Aquest conveni cobreix l'àmbit territorial de la demarcació de Barcelona i té com a objectiu reforçar el món local i apropar les polítiques de consum al territori. A través d'aquest conveni, es promou la formació, l'assessorament i l'assistència tècnica en matèria de protecció i defensa a tots els municipis de la demarcació.
La Diputació duu a terme campanyes d'inspecció a diverses comarques de la província, amb l'objectiu d'informar qui té o gestiona tot tipus d'establiments sobre les obligacions que tenen respecte als drets durant el consum. Així, es pretén garantir que qui pateixi algun greuge disposi de tota la informació necessària per prendre decisions conscients sobre els productes alimentaris, o d'altre tipus, que compren i poder fer valer els seus drets de manera efectiva.
El 2008, diversos municipis de Barcelona van rebre la visita d'unes unitats mòbils de la Diputació que atenien consultes de la ciutadania com a consumidora. Aquestes unitats mòbils s'adreçaven especialment a pobles amb menys de 10.000 habitants que no disposaven de serveis propis. Les oficines mòbils responien les consultes i les reclamacions que la ciutadania feia directament des del vehicle. Per aquells municipis que no rebien la visita d'una unitat mòbil, la Diputació posava a disposició la «bústia del consumidor», a través de la qual es responien, mitjançant eines telemàtiques, les consultes i les reclamacions presentades davant les oficines de consum dels ajuntaments.
Dins d'aquest marc general, el 2019, la Xarxa de Consum Local va crear una campanya de difusió amb el lema L'etiquetatge dels aliments, garantia de seguretat, per tal de donar a conèixer la importància de proporcionar informació detallada sobre la composició dels productes alimentaris, el seu fabricant i els mètodes d'emmagatzematge. La campanya posa a disposició dels ajuntaments materials de difusió en català i castellà, com ara cartells, bàners i quadríptics informatius sobre l'etiquetatge de carns, ous, peix, marisc, fruita i verdura.